# Схрейверс Йосип
Йозеф Схрейверс (нід. Joseph Schrijvers; 19 грудня 1876, Зутендаал, провінція Лімбург, Фландрія, Бельгія — 4 березня 1945, Рим, Італія) — бельгійський чернець, редемпторист, аскет, за походженням фламандець.

## Життєпис
Народився 19 грудня 1876 року у місті Зутендаал, провінція Лімбург, Фландрія, Бельгія.
Він отримав середню освіту по закінченню Колегії Святого Йозефа в Гасселті. Після вступу до ордена редемптористів у 1894 році та завершення новіціату в Сен-Тронді, він склав останні обітниці у 1895 році. Він був висвячений на священика 2 жовтня 1900 року, завершивши філософсько-богословські студії в Боплато (Бельгія). Тут він пізніше був професором філософії та духовним префектом схоластики (1902–1913).
У травні 1913 року митрополит Андрей Шептицький та Генеральний уряд редемптористів підписали угоду про заснування монастиря в Галичині, а вже 21 серпня того ж року до України прибули отці Ван дер Стратен, настоятель, Схрейверс та Пвассон у супроводі братів Іпполіта та Модеста, усі бельгійські редемптористи, щоб присвятити себе порятунку бідних українців в Галичині та заснувати тут східну гілку редемптористів. Отець Бонн передував їм, і отці Кінзінґер та Ван де Босх приєдналися до них за декілька тижнів. Вони оселилися у селі Унів, недалеко від Львова. Першим їхнім завданням було вивчення української мови та звичаїв місцевого населення. Наприкінці вересня 1913 року о. Й. Схрейверс виїхав до Лаврова, де в монастирі василіян вивчав українську мову. Згодом до нього мав долучитися й о. Л. Ван ден Босх. Настоятель дому о. Ван дер Стратен залишався в Уневі, робив ремонт та шукав місце для постійного монастиря.
У жовтні 1913 року митрополит Андрей Шептицький запропонував редемптористам для сталого місця церкву Успіння та землю для побудови монастиря у Тернополі. За рік у Тернополі мали будувати новий храм, тоді б і віддали згадану церкву редемптористам. 12 червня 1914 року Митрополит Андрей підписав документ, яким унормовував співіснування парафії та монастиря в Уневі.
По закінченню першої світової війни засновані перші осередки Чину. Так, у 1919 році у Збоїщах редемптористи відкрили «малу семінарію», щоб там готувати і залучати до місійної праці серед українського населення українських священиків, а 4 листопада 1923 року у Голоску Великому відкрився вже третій за ліком монастир оо. Редемптористів. Завдяки старанням о. Йозефа Схрейверса чисельність редемптористів в Галичині зросла з восьми у 1913 році до 57 — у 1923 році. До 1933 року він був віце-провінціалом Львівської провінції чину Найсвятішого Ізбавителя.
У цей час він також керував двома інститутами монахинь та був апостольським візитатором для сестер східного обряду в Україні, Канаді, США та, у 1932 році, в Бразилії. У 1933 році його було призначено провінціалом бельгійських редемптористів, а у 1936 році — генеральним консультантом головного настоятеля.
Помер 4 березня 1945 року у Римі.

## Творчість
о. Йозеф Схрейверс є автором творів на аскетичні теми французькою мовою, згодом деякі з них були перекладені десятьма іноземними мовами, зокрема, польською та українською мовами, серед них:
- «Les Principes de la vie spirituelle» (1912);
- «La Bonne volonté» (1913);
- «Le Don de soi» (1918);
- «Le Divin ami» (1922);
- «Ma mère» (1925);
- «Les Âmes confiantes» (1930);
- «Le Message de Jésus à son Prêtre» (1932);
- «Notre Père qui êtes aux cieux» (1942).

Духовність Йозефа Схрейверса ґрунтується на Божому батьківстві. Він надавав великого значення відданості божественній волі, але немає жодних підстав для звинувачення в квієтизмі, висунутого проти його творів. Схрейверс тісно пов'язаний з Маленьким Шляхом Маленької Квітки духовного дитинства.